# David Rasmussen
David Rasmussen (Kopenhagen, 1 december 1976) is een voormalig Deens voetballer. Hij speelde als middenvelder bij clubs als FC Zwolle en Viborg FF.

## Statistieken
| Seizoen | Club            | Land       | Competitie            | Wed. | Goals |
| ------- | --------------- | ---------- | --------------------- | ---- | ----- |
| 1995/97 | B.93            | Denemarken | Deense tweede divisie | –    | –     |
| 1997/98 | FC Zwolle       | Nederland  | Eerste divisie        | 8    | 0     |
| 1998/01 | B.93            | Denemarken | Deense tweede divisie | –    | –     |
| 2001/04 | FC Nordsjælland | Denemarken | SAS Ligaen            | 91   | 17    |
| 2004/05 | Hansa Rostock   | Duitsland  | Bundesliga            | 17   | 1     |
| 2005/07 | Viborg FF       | Denemarken | SAS Ligaen            | 15   | 1     |
| 2007/08 | Fremad Amager   | Denemarken | Deense eerste divisie | 13   | 1     |
| Totaal  | Totaal          | Totaal     | Totaal                | 144  | 20    |